# Codici postali di Andorra
Questa voce contiene l'elenco dei codici postali di Andorra. 
- AD100 Canillo
- AD200 Encamp
- AD300 Ordino
- AD400 La Massana
- AD500 Andorra la Vella
- AD600 Sant Julià de Lòria
- AD700 Escaldes-Engordany